# Not Your Muse
Not Your Muse è il primo album in studio della cantante britannica Celeste, pubblicato il 29 gennaio 2021 dalla Both Sides Records e dalla Polydor Records.

## Pubblicazione
Il disco, con relativo titolo, copertina e lista tracce, è stato annunciato ad inizio dicembre 2020. La data di pubblicazione era inizialmente fissata al 26 febbraio 2021, ma è stata poi anticipata di un mese, al 29 gennaio.

## Descrizione
Not Your Muse è stato descritto come «una presa classica dell'R&B moderno» con «elementi noir che compaiono costantemente il che conferisce al disco una qualità senza tempo».

## Accoglienza
| Recensione           | Giudizio |
| -------------------- | -------- |
| Clash                | 7/10     |
| The Daily Telegraph  |          |
| DIY                  |          |
| Evening Standard     |          |
| The Guardian         |          |
| The Independent      |          |
| The Line of Best Fit | 8/10     |
| MusicOMH             |          |
| NME                  |          |
| The Times            |          |

Not Your Muse ha ricevuto recensioni generalmente positive da parte della critica specializzata. Su Metacritic, sito che assegna un punteggio normalizzato su 100 in base a critiche selezionate, l'album ha ottenuto un punteggio medio di 81 basato su dieci critiche.
Ai BRIT Awards 2021 il disco è stato candidato come Album britannico dell'anno.

## Tracce
1. Ideal Woman – 3:43
2. Strange – 3:20
3. Tonight Tonight – 3:39
4. Stop This Flame – 3:18
5. Tell Me Something I Don't Know – 3:56
6. Not Your Muse – 4:27
7. Beloved – 3:57
8. Love Is Back – 4:16
9. A Kiss – 3:58
10. The Promise – 3:45
11. A Little Love – 2:58
12. Some Goodbyes Come with Hellos – 3:25

Tracce bonus dell'edizione deluxe e della versione standard giapponese
1. Father's Son – 3:15
2. Lately (feat. Gotts Street Park) – 4:11
3. Both Sides of the Moon (feat. Gotts Street Park) – 4:13
4. Strange – 4:15
5. Unseen (feat. Lauren Auder) – 3:49
6. In the Summer of My Life – 4:07
7. It's All Right (Jon Batiste feat. Celeste) – 2:49
8. Hear My Voice – 3:02
9. I'm Here – 3:25

Tracce bonus della versione standard giapponese
1. La Vie en rose – 2:12

## Successo commerciale
Not Your Muse ha esordito in vetta alla Official Albums Chart britannica con 22 475 unità, tra cui 18 206 copie fisiche. È diventato il primo album di debutto di un'artista britannica a raggiungere la vetta della graduatoria da I Cry When I Laugh di Jess Glynne del 2015. In Irlanda è entrato alla 24ª posizione, risultando l'album più scaricato della settimana.

## Classifiche

### Classifiche settimanali
| Classifica (2021) | Posizione massima |
| ----------------- | ----------------- |
| Belgio (Fiandre)  | 1                 |
| Belgio (Vallonia) | 70                |
| Croazia           | 34                |
| Francia           | 95                |
| Germania          | 6                 |
| Grecia            | 58                |
| Irlanda           | 24                |
| Paesi Bassi       | 6                 |
| Regno Unito       | 1                 |
| Svizzera          | 6                 |

### Classifiche di fine anno
| Classifica (2021) | Posizione |
| ----------------- | --------- |
| Belgio (Fiandre)  | 122       |
| Germania          | 98        |
| Regno Unito       | 90        |